# Бырма (Кишертский район)
Бырма — деревня в Кишертском районе Пермского Края. Входит в состав Осинцевского сельского поселения.

## География
Село на р. Бырма, левом притоке р. Лёк

## История
До прихода русских места кишертские принадлежали татарам, плативших ясак Московскому государству ещё при Иване IV, после покорения им Казанского ханства и присоединения Башкирии к России.
Места около деревни богаты мелкими речками — Осиновка, Березовка, Мурзакаевка, Максимовка, Бырма (впадает в Лек), возвышенностями, логами. Здесь местными жителями добывалась железная руда и продавалась Молебскому заводу.
Берега рек Шоя, Лека, Осиновой были вотчинами Юрманских остяков (татар). Появление русских Михаил Кайсаров относит к 1649—1652 годам, когда было общее заселение кунгурских земель. Часовня в деревне Бырма была построена в 1879 году. Школа открыта в 1894 году. В 1895 году учителем Бырминской школы состоял дьяк Александр Васильевич Будрин. Окончив нашу школу, дети ходили 8 км пешком до села Осинцево каждый день в Осинцевскую Земскую народную школу. В нашей деревне устраивали ярмарки.
Со времени заселения Сылвенского края основным занятием крестьян было земледелие. В крестьянских семьях держали лошадей, кур и других домашних животных. Основное место занимало пчеловодство, огородничество, скотоводство, овцеводство. Разводили романовских овец: мясо шло в пищу, кожи — на пошив тулупов, шубёнок, шерсть — на валенки, рукавицы. На речках строились мельницы-круподёрки.
Территория нашего района представляла собой единую водную систему, состоящую из мельничных прудов, которая весной собирала вешние воды, очищая потоки грязи и ила, как бы являясь очистительной системой, и все лето питала водой реку Сылву. В прудах водилось много рыбы. Пруды были также своеобразными бассейнами для купания деревенских мальчишек и девчонок.
1841 год — начало картофелеводства.
Существует такая ЛЕГЕНДА о Бырме: «Татарин дома в мешке нес, да по косогорам растрес, в мешке дыра была — и образовалась Бырма».
Слово Бырма произошло из тюркского языка, «бормос» — означает «извилина реки, дороги». До революции в деревне насчитывалось более 300 дворов (сейчас 60 домов). В деревне была мельница, куда съезжались молоть зерно со всей округи. Люди жили своим хозяйством, разводили коров, кур, овец, свиней. Бырма была известна своим рудником, но залежи железной руды были невелики. Сейчас на том месте остались только шурфы да огромные горы земли, поросшие малиной. Железную руду отправляли на подводах в село Молебка на завод Демидовых.
Во время Гражданской войны через деревню отступали войска Красной Армии. Белые тоже прошли через деревню. Белогвардейцы арестовывали людей, которые помогали красным. В деревне установлен памятник Лунегову, погибшему во время Гражданской войны. Он был расстрелян белогвардейцами за убийство белого офицера. Его тело было изрублено на куски и брошено в лесу. Жители деревни тело захоронили и поставили памятник.
В 30-е годы началась коллективизация, народ стали собирать в колхозы. Было создано два колхоза: «Боевой Урал» и «Свердлова». В колхозах вводится обязательный минимум участия в трудовой деятельности — 90 трудодней. В этот срок пашня обрабатывалась, хлеба убирались. Многие жены механизаторов могли не работать в колхозе. Но вот ввели обязательный минимум в 280 (270) дней. Люди от зари до зари трудились на колхозной работе и уже не имели возможности заниматься личным хозяйством, даже при двух свободных днях в неделю. Для личного пользования для коровы давали косить сено в березняках, межах, а если накосишь на колхозном поле, то сено забирали в колхоз, а нарушителю грозил штраф. В личном хозяйстве разрешали заниматься только в нерабочее время, многим приходилось косить ночью, а днём они были на колхозной работе. Народ собирали по домам; специальные люди — «нарядные» — созывали людей на собрания, давали указания, кому на какую работу идти. Эти люди утром обходили каждый дом.
Началось раскулачивание. Более зажиточных людей выгоняли семьями в том, в чём были, запрещали забирать какое-либо имущество. Пришла резолюция, что нужно раскулачить столько-то семей. Начальство раскулачивало тех людей, которые ему чем-то не угодили, а не тех, кого требовалось.
До 30-х годов в деревне была своя часовня, куда ходили верующие люди богу молиться. Сейчас на этом месте остались стоять тополя. Об этих тополях существует легенда, якобы семена этих деревьев привезены из самой Америки и посажены по всей деревне. Эти столетние великаны помнят, как жили наши предки, но стоят в молчании. Многие из них уже погибли.
В деревне были построены 2 гидроэлектростанции на реке Бырминка, они снабжали светом всю деревню, пилораму. Сейчас остались пруды.
В 1935 году пожар уничтожил 32 дома, люди были на уборке сена. Пожар перекидывался с одной стороны деревни на другую. Сгорели лучшие дома в центре, на Березовке, в нижней Бырме.
Создаётся Дом инвалидов и престарелых. В этой организации была своя техника, земля, свинарник, баня, огороды, где выращивали свои овощи. Сначала Дом инвалидов размещался в одном здании, затем силами своих работников построили другое здание. Дом инвалидов по организации и процветанию занимал II место по области. В 1981 году он был закрыт, престарелые и инвалиды были вывезены на Белую Гору в другой Дом инвалидов.
В колхозах были свои молокозавод и сырзавод, которые производили масло, сметану, сыр. Были ток и молотилка (на этом месте сейчас построены дома). До революции в Бырме была открыта начальная школа, которая сейчас уже не существует. В деревне для оказания медицинской помощи открывается больница. В 2005 году её закрыли. В 1961 году строится новое здание клуба, открыта изба-читальня, где читали малограмотным людям книги, обучали грамоте, устраивали концерты, проводили собрания. В настоящее время клуб тоже закрыт.
Техники в колхозе было мало, в основном применялся ручной труд. Особенно тяжело было в 1939—1949 годах. Это были голодные годы, многие люди умирали от голода. Колхозы распадаются, и создаётся колхоз имени Ленина (сейчас СПК имени Ленина). Сельский совет и правление колхоза переносят в село Осинцево.
Во время Великой Отечественной войны мужское население ушло на фронт, в деревне остались одни женщины, старики и подростки. Подростков и женщин заставляли учиться работать на технике. Люди с нетерпением ждали весны и лета, употребляли в пищу пиканы, пистики (побеги хвоща), кору деревьев, кислицу, заячью капусту, грибы, ягоды.
До 1989 года весной и осенью приходилось до Осинцево добираться пешком или на лошади — дороги размывало. В 1987—1989 годах была проложена асфальтовая дорога, соединяющая Осинцево и Бырму. Ходит автобус с сообщением Бырма — Осинцево — Шумково — Усть-Кишерть. Построены здания новой начальной школы (1 — 4 класс) и детского сада. После окончания начальной школы детей переводят в Осинцевскую среднюю школу. До 1988 года дети проживали в интернате, сейчас школьный автобус ежедневно возит детей в школу и домой.

## Население
| 1869 | 1905 | 1908 | 2000 | 2004 | 2008 | 2010 |
| ---- | ---- | ---- | ---- | ---- | ---- | ---- |
| 435  | ↗777 | ↘572 | ↘260 | ↘242 | ↘220 | ↘174 |
| 2011 | 2012 | 2013 | 2015 | 2016 |      |      |
| →174 | ↗207 | ↘195 | ↘187 | ↗196 |      |      |

1869 год — 59 дворов, 435 человек (202 мужчины, 233 женщины).
1905 год — 134 двора, 777 человек.
1908 год — 98 дворов, 572 человека (282 мужчины, 290 женщин).

## Инфраструктура
За ближайшие 10 лет закрылись клуб, библиотека, детский сад, из некогда двух остался один магазин.